# John-Dennis Renken
John-Dennis Renken (* 1981 in Bremen) ist ein deutscher Jazz- und Improvisationsmusiker (Trompete, Komposition).

## Wirken
Renken lebt seit dem Beginn seines Studiums 2002, das er an der Folkwang-Universität absolvierte, in Essen. Er gehörte zunächst zum Jugendjazzorchester NRW und zum Bujazzo, mit dem er 2005 auch aufnahm. Konzerte und Tourneen führten ihn nach Marokko, Mittelamerika, Italien, Schweden, Tschechien. Die Musik seines Zodiak Trio brachte er auch mit der WDR Big Band zu Gehör (so beim Jazzfest Bonn 2014). Weiterhin arbeitete er in Projekten von Angelika Niescier, John Thomsen, Marsen Jules, André Nendza, Michael Wollny, Wolfgang Schmidtke (Monk!) und mit der u.f.o. Big Band, Oma Heinz sowie mit Jan Klares The Dorf. Am Schauspiel Essen stand er mit seiner Trompete als sogenannte „Livemusik-Installation“ im Parsifal (nach der gleichnamigen Oper von Richard Wagner und dem Theaterstück von Tankred Dorst) auf der Bühne. Zudem trat er mehrfach (zuletzt 2017) auf dem Moers Festival auf, aber auch auf dem Trytone Festival in Amsterdam, dem Jazztopad Festival in Wrocław oder der Jazzahead in Bremen. Er ist auch auf Alben von Katrin Scherers The Bliss, The Dorf, Stefan Schultze, Jürgen Friedrichs Semi Song (2022) und mit Eric Schaefer + The Shredz zu hören.
Renken hatte zudem von 2018 bis 2021 einen Lehrauftrag für Jazztrompete an der Folkwang-Universität und unterrichtet Musikerziehung am Maria-Wächtler-Gymnasium in Essen.
Renken erhielt Förderpreise (u. a. JazzBremen, Young Energy). 2016 wurde er Improviser in Residence in Moers; 2021 erhielt er den Jazz-Pott.

## Diskographische Hinweise
- Zodiak Trio Q-Train (Traumton Records 2010, mit Bernd Oezsevim und Andreas Wahl)
- Zodiak Trio Acid (Traumton Records 2012, mit Bernd Oezsevim und Andreas Wahl)
- MaasKrachtHengst + Renken Express (Unit Records 2016)
- Tribe Stop & Frisk (Jazzsick Records 2020, mit Bernd Oezsevim, Andreas Wahl, Angelika Niescier und Shannon Barnett)
- The Shredz: Orbit (Shrecoredz, 2023, mit Volker Meitz, John Eckhardt, Eric Schaefer)